# Sarah Habel
Sarah Habel, née Sarah Evelyn Habel le 30 août 1982 dans le Michigan (États-Unis) est une actrice et mannequin américaine. Elle est surtout connue pour ses rôles de Géraldine Grundy dans la série dramatique Riverdale depuis 2017, et de Eve Parker dans la série Rush en 2014.

## Filmographie
| Année     | Film                                 | Rôle             | Notes                |
| --------- | ------------------------------------ | ---------------- | -------------------- |
| 2007      | Beginning of Grief                   | Emily            |                      |
| 2009      | L'Effet papillon 3                   | Elizabeth Brown  |                      |
| 2009      | Whip It                              | Corbi            |                      |
| 2009      | American Virgin                      | Becca Curtzman   |                      |
| 2010      | Les Experts : Manhattan              | Sarah Cates      | Saison 6, Épisode 16 |
| 2010      | Unrequited                           | Jessica Morgan   |                      |
| 2010      | Cold Case                            | Felicia Grant    | Saison 7, Épisode 21 |
| 2010      | Party Down                           | Colette          | Saison 2, Épisode 5  |
| 2011      | Red & Blue Marbles                   | Flight Attendant |                      |
| 2011      | Hostel, chapitre III                 | Kendra           |                      |
| 2012      | Hawaii 5-0                           | Amanda Chase     | Saison 2, Épisode 16 |
| 2012-2013 | Underemployed                        | Daphné Glover    |                      |
| 2013      | Warren                               | Emma Monarch     |                      |
| 2013      | Deep Burial                          | Abby             |                      |
| 2014      | Rush                                 | Eve Parker       |                      |
| 2015      | Night of the Living Dead: Origins 3D | Judy             |                      |
| 2017      | Riverdale                            | Geraldine Grundy | Série télévisée      |